# See You Again (chanson de Wiz Khalifa)
Pour l’article homonyme, voir See You Again.
Singles de Wiz Khalifa
So High
(2014) For Everybody
(2015)
Singles par Charlie Puth
Marvin Gaye
(2015) Nothing But Trouble
(2015)
See You Again est une chanson de Wiz Khalifa, en duo avec le chanteur Charlie Puth, sortie le 6 mars 2015. Cette chanson est un hommage à l'acteur Paul Walker, emblématique personnage des sept premiers opus de la saga Fast and Furious, et décédé en novembre 2013 dans un accident de voiture.
See You Again s'est vendue à 20,9 millions d’exemplaires à travers le monde, ce qui en fait la chanson la plus vendue du XXIe siècle.

## Notoriété et diffusion sur internet
Le clip vidéo est diffusé sur YouTube le 6 avril 2015. La chanson connaît ensuite un succès à travers notamment de sites de partage vidéo. Le 7 octobre, la chanson dépasse le milliard de vues. C'est alors la vidéo à atteindre le milliard de vues le plus rapidement, record qui sera battu le 19 janvier 2016 par Adele avec sa chanson Hello. Wiz Khalifa est devenu le premier rappeur américain à atteindre ce nombre de vues sur YouTube grâce à ce titre. Le 10 juillet 2017, elle devient pour quelque temps la vidéo la plus visionnée sur YouTube, avec plus de 2,91 milliards de vues. Elle devient la deuxième vidéo à dépasser la barre des 3 milliards de vues sur YouTube (quelques heures après Despacito). Elle est maintenant descendue du podium et se trouve en 6e position des vidéos les plus visionnées sur YouTube (après Shape Of You).
Plus qu'une simple BO de film, See You Again est devenu un hit dans le monde entier, ainsi que le titre musical numéro 1 dans de nombreux pays. De plus, cette musique est la première du chanteur américain Charlie Puth à entrer dans le Billboard Hot 100. Grâce à ce titre, Charlie Puth voit sa notoriété mondiale s'agrandir. Wiz Khalifa, quant à lui, signe avec ce titre le plus gros succès de sa carrière musicale et son deuxième numéro 1 aux États-Unis, après Black and Yellow en 2011.

## Classement hebdomadaire

### Certifications
| Pays       | Organisme                                 | Certification |
| ---------- | ----------------------------------------- | ------------- |
| France     | SNEP                                      | Platine       |
| États-Unis | Recording Industry Association of America | 11 × Platine  |

### Distinctions
| Année | Prix                            | Categorie                                              | Resultat   |
| ----- | ------------------------------- | ------------------------------------------------------ | ---------- |
| 2015  | American Music Awards           | Chanson de l'année                                     | Nomination |
| 2015  | American Music Awards           | Collaboration de l'année                               | Nomination |
| 2015  | Hollywood Music in Media Awards | Musique -Film                                          | Lauréat    |
| 2015  | MTV Video Music Awards          | Meilleur vidéo Hip-Hop                                 | Nomination |
| 2015  | MTV Video Music Awards          | Meilleure collaboration                                | Nomination |
| 2015  | Teen Choice Awards              | Chanson Hip-Hop                                        | Lauréat    |
| 2015  | Teen Choice Awards              | Collaboration                                          | Nomination |
| 2015  | Teen Choice Awards              | Chanson de Film ou d'Emmision TV                       | Lauréat    |
| 2015  | Hollywood Film Awards           | Hollywood Song Award                                   | Lauréat    |
| 2015  | BBC Music Awards                | Chanson de l'année                                     | Nomination |
| 2016  | Grammy Awards                   | Chanson de l'année                                     | Nomination |
| 2016  | Grammy Awards                   | Meilleure prestation pop d'un duo ou groupe avec chant | Nomination |
| 2016  | Grammy Awards                   | Meilleure chanson écrite pour un média visuel          | Nomination |
| 2016  | Critics Choice Awards           | Meilleure chanson                                      | Lauréat    |
| 2016  | Golden Globe Awards             | Meilleure chanson original                             | Nomination |
| 2016  | Nickelodeon Kids' Choice Awards | Collaboration préférée                                 | Lauréat    |
| 2016  | iHeartRadio Music Awards        | Meilleures paroles                                     | Nomination |
| 2016  | iHeartRadio Music Awards        | Meilleure Collaboration                                | Nomination |
| 2016  | iHeartRadio Music Awards        | Meilleure musique de film                              | Nomination |
| 2016  | ASCAP Pop Music Awards          | Most Performed Songs                                   | Lauréat    |